# Дан Балан
Дан Михай Балан (на румънски: Dan Mihai Bălan) е молдовски музикант, автор на песни, продуцент и бивш солист на групата O-Zone. Живее в Ню Йорк. Владее румънски, руски, френски и английски език.
Роден е на 6 февруари 1979 година в Кишинев, Молдова, тогава СССР. От малък свири на акордеон. Завършва музикално училище. През 1999 година създава групата O-Zone. Тя престава да съществува през 2005 година и Дан Балан започва самостоятелна кариера.
Музикални хитове:Дан Балан Hold on love 
Дан Балан и Вера Брежнева-Лепесками слез
Dan Balan с участието на Tany Vander and Brasco-Lendo Calendo
Dan Balan-Just Sex
Dan Balan-Chica Bomb
Дан Балан-Люби
Дан Балан-Домой